# Superliqa 2018-2019 (pallavolo femminile)
La Superliqa 2018-2019, 28ª edizione della massima serie del campionato azero di pallavolo femminile, si è svolta dal 22 dicembre 2018 al 6 aprile 2019: al torneo hanno partecipato quattro squadre di club azere e la vittoria finale è andata per l'ottava volta, la seconda consecutiva, all'Azərreyl.

## Regolamento

### Formula
Le squadre hanno disputato un girone all'italiana, con gare di andata e ritorno, per un totale di dodici giornate.

### Criteri di classifica
Se il risultato finale è stato di 3-0 o 3-1 sono stati assegnati 3 punti alla squadra vincente e 0 a quella sconfitta, se il risultato finale è stato di 3-2 sono stati assegnati 2 punti alla squadra vincente e 1 a quella sconfitta.
L'ordine del posizionamento in classifica è stato definito in base a:
- Numero di partite vinte;
- Punti;
- Ratio dei set vinti/persi;
- Ratio dei punti realizzati/subiti;
- Risultati degli scontri diretti.

## Squadre partecipanti
| Club           | Città | Palazzetto | Stagione precedente |
| -------------- | ----- | ---------- | ------------------- |
| Abşeron        | Baku  | ?          | 2ª in Superliqa     |
| Azərreyl       | Baku  | ?          | 1ª in Superliqa     |
| FVA            | Baku  | ?          | 3ª in Superliqa     |
| Lokomotiv Baku | Baku  | ?          | 4ª in Superliqa     |

## Torneo

### Risultati
| Prima giornata |                           |     |                            |
|                |                           |     |                            |
| 22-01          | FVA - Abşeron             | 1-3 | 25-19, 14-25, 17-25, 21-25 |
| 22-12          | Azərreyl - Lokomotiv Baku | 3-0 | 25-17, 25-19, 25-21        |

| Seconda giornata |                          |     |                     |
|                  |                          |     |                     |
| 26-01            | Azərreyl - FVA           | 3-0 | 25-11, 25-8, 25-16  |
| 26-01            | Lokomotiv Baku - Abşeron | 3-0 | 25-14, 25-15, 25-10 |

| Terza giornata |                      |     |                     |
|                |                      |     |                     |
| 02-02          | FVA - Lokomotiv Baku | 0-3 | 19-25, 13-25, 14-25 |
| 02-02          | Abşeron - Azərreyl   | 0-3 | 21-25, 14-25, 14-25 |

| Quarta giornata |                           |     |                            |
|                 |                           |     |                            |
| 09-02           | FVA - Abşeron             | 1-3 | 20-25, 22-25, 25-23, 19-25 |
| 09-02           | Lokomotiv Baku - Azərreyl | 0-3 | 18-25, 22-25, 13-25        |

| Quinta giornata |                          |     |                     |
|                 |                          |     |                     |
| 16-02           | FVA - Azərreyl           | 0-3 | 12-25, 18-25, 6-25  |
| 16-02           | Abşeron - Lokomotiv Baku | 0-3 | 12-25, 12-25, 13-25 |

| Sesta giornata |                      |     |                     |
|                |                      |     |                     |
| 23-02          | Azərreyl - Abşeron   | 3-0 | 25-18, 25-15, 25-12 |
| 23-02          | Lokomotiv Baku - FVA | 3-0 | 25-10, 25-9, 25-11  |

| Settima giornata |                           |     |                            |
|                  |                           |     |                            |
| 02-03            | FVA - Abşeron             | 3-0 | 25-22, 25-21, 29-27        |
| 02-03            | Azərreyl - Lokomotiv Baku | 3-1 | 25-22, 25-22, 19-25, 25-18 |

| Ottava giornata |                          |     |                     |
|                 |                          |     |                     |
| 06-03           | Azərreyl - FVA           | 3-0 | 25-14, 25-14, 25-16 |
| 06-03           | Lokomotiv Baku - Abşeron | 3-0 | 25-15, 25-11, 25-14 |

| Nona giornata |                      |     |                     |
|               |                      |     |                     |
| 16-03         | Azərreyl - Abşeron   | 3-0 | 25-14, 25-14, 25-14 |
| 16-03         | FVA - Lokomotiv Baku | 0-3 | 8-25, 11-25, 15-25  |

| Decima giornata |                           |     |                                   |
|                 |                           |     |                                   |
| 28-03           | FVA - Abşeron             | 3-2 | 25-21, 15-25, 25-18, 13-25, 15-10 |
| 28-03           | Lokomotiv Baku - Azərreyl | 3-2 | 25-21, 21-25, 25-21, 13-25, 15-9  |

| Undicesima giornata |                          |     |                     |
|                     |                          |     |                     |
| 03-04               | FVA - Azərreyl           | 0-3 | 12-25, 10-25, 19-25 |
| 03-04               | Abşeron - Lokomotiv Baku | 0-3 | 20-25, 15-25, 13-25 |

| Dodicesima giornata |                      |     |                     |
|                     |                      |     |                     |
| 06-04               | Azərreyl - Abşeron   | 3-0 | 25-16, 25-12, 25-18 |
| 06-04               | Lokomotiv Baku - FVA | 3-0 | 25-7, 25-16, 25-17  |

### Classifica
| Pos. | Squadra        | Pt | G  | V  | P  | SV | SP | Ratio | PF | PS | Ratio |
| ---- | -------------- | -- | -- | -- | -- | -- | -- | ----- | -- | -- | ----- |
| 1.   | Azərreyl       | 34 | 12 | 11 | 1  | 35 | 4  | 8,750 | -  | -  | -     |
| 2.   | Lokomotiv Baku | 26 | 12 | 9  | 3  | 28 | 11 | 2,545 | -  | -  | -     |
| 3.   | Abşeron        | 7  | 12 | 2  | 10 | 8  | 32 | 0,250 | -  | -  | -     |
| 4.   | FVA            | 5  | 12 | 2  | 10 | 8  | 32 | 0,250 | -  | -  | -     |

## Classifica finale
| Pos                    | Squadra        | Qualificazione |
| ---------------------- | -------------- | -------------- |
| Azerbaigian (bandiera) | Azərreyl       |                |
| 2                      | Lokomotiv Baku |                |
| 3                      | Abşeron        |                |
| 4                      | FVA            |                |